# Aravindhan Ramanathan
Aravindhan Ramanathan (* 29. Mai 2000 in Singapur) ist ein singapurischer Fußballspieler.

## Karriere
Aravindhan Ramanathan erlernte das Fußballspielen in der Jugendmannschaft von Balestier Khalsa. Hier unterschrieb er am 1. Januar 2019 auch seinen ersten Vertrag. Die Mannschaft spielte in der ersten singapurischen Liga, der Singapore Premier League. Hier kam er in U21-Mannschaft zum Einsatz. Sein Erstligadebüt gab Aravindhan Ramanathan am 15. Mai 2021 im Auswärtsspiel gegen die Tampines Rovers. Hier wurde er in der 75. Minute für Hazzuwan Halim eingewechselt. Die Rovers gewannen das Spiel mit 5:1.